# Ephesia storthynx
Ephesia storthynx är en fjärilsart som beskrevs av Franz Dannehl 1933. Ephesia storthynx ingår i släktet Ephesia och familjen nattflyn. Inga underarter finns listade i Catalogue of Life.